# 환영철강공업
환영철강공업 주식회사는 KISCO홀딩스 산하의 철강생산업체이다.

## 사업장 현황
- 본사: 충청남도 당진시 보덕포로 587 (석문면)
- 서울사무소: 서울특별시 마포구 마포대로 20